# EE-9 Cascavel
EE-9 Cascavel (тр. «Каскаве́л») — бразильський шестиколісний бронеавтомобіль, призначений для розвідки. Він був сконструйований компанією Engesa в 1970 році як заміна застарілим M8 Greyhound. Машина спочатку була оснащена 37-мм гарматою від Greyhound, а згодом французькою баштою від Panhard AML-90. Пізніші моделі оснащені унікальними баштами Engesa з бельгійською 90-мм гарматою Cockerill Mk 3, виготовленою за ліцензією як EC-90.
Машина активно експортувалася та крім Бразилії перебуває або перебувала на озброєнні до 20 держав Азії, Африки та Латинської Америки. Успіху на світовому ринку сприяла простота та надійність конструкції ЕЕ-9, а також можливість використання бронемашини не тільки для розвідки, а й безпосередньої вогневої підтримки військ.

## Історія

### Розробка
На початку 1960-х років двосторонні оборонні угоди між Бразилією та Сполученими Штатами забезпечували легкий доступ до післявоєнного надлишку американської військової техніки, включаючи низку застарілих бронеавтомобілів M8 Greyhound часів Другої світової війни. Бразильська збройна промисловість обмежилася відновленням та обслуговуванням цих бронеавто до 1964 року, коли американська участь у війні у В'єтнамі наклала обмеження на кількість оборонних технологій, доступних для експорту. Бразилія відповіла створенням місцевої програми імпортозаміщення в 1968 році, спрямованої на відтворення обладнання з США, яке вже було в експлуатації. Уже в 1966 році в статті у військовому періодичному виданні A Defesa Nacional стверджувалося, що стан національної автомобільної промисловості, автомагістралей і виробництва палива Petrobras робить життєздатним локальне виробництво броньованого автомобіля вагою 8-10 тонн і колісною формулою 6x6, і до 1970 року бразильська армія розробляла оновлений Greyhound, відомий за португальською абревіатурою CRR (Carro de Reconhecimento sobre Rodas).
Engesa, тоді маловідома цивільна інженерна фірма, взяла на себе проект, і до листопада 1970 року прототип абсолютно нового транспортного засобу, що використовує базову схему Greyhound, було завершено. Новий EE-9 Cascavel увійшов у фазу підготовки до виробництва між 1972 і 1973 роками. Складальні лінії для Cascavel і бронетранспортера на його основі EE-11 Urutu були відкриті в 1974 році. Корпуси були придбані бразильською армією, але вони встановлювали ті самі застарілі 37-мм гармати, відремонтовані зі старих Greyhound.  Щоб конкурувати з більш потужним озброєнням, доступним на міжнародному ринку, Engesa також рекламувала сильно модифікований Cascavel з автоматичною коробкою передач і 90-мм (3,54 дюйма) гарматою низького тиску з Panhard AML. Ця модель, призначена для експорту, викликала інтерес на Близькому Сході, і 20 одиниць були швидко придбані Катаром.
Продаж Каскавела в Катарі виявився великим успіхом для Engesa та першим успішним проникненням Бразилії в арабську торгівлю зброєю. Абу-Дабі послідував цьому прикладу, замовивши 200 Cascavel у 1977 році. І Ірак, і Лівія віддали перевагу Cascavel замість Panhard AML-90 або ERC-90 Sagaie, причому Ірак уклав угоду на 400 млн доларів США про постачання 200 каскавелів і 200 урутів. Після продажу в Лівії, Engesa представила нову серійну модель із розробленою Бельгією головною гарматою Cockerill, виготовленою за ліцензією як EC-90 у Бразилії.

### Використання
Збройні сили Лівійської Арабської Джамахірії успішно розгорнули кілька EE-9 Cascavel проти єгипетських танків, ймовірно T-54/55 або T-62, під час лівійсько-єгипетської війни в 1977 році. Лівійські Cascavel також брали участь у бою в Чаді, де вони воювали проти AML-90 французького іноземного легіону та французької морської піхоти. Пізніше невідома кількість цих броньованих автомобілів була передана фронту Полісаріо і Того, тоді як інші залишалися на озброєнні аж до громадянської війни в Лівії 2011 року. Каскавели все ще використовувалися під час битви за Сірт проти Ісламської держави в 2016 році. Перехідний уряд національної єдності Чаду (GUNT) отримав п'ять EE-9 Cascavel з Лівії в 1986 році. Під час чадсько-лівійського конфлікту 79 колишніх лівійських Cascavel були захоплені або вилучені зі смуги Аузу. Військові Чаду продовжують зберігати їх на складах.
Національна армія Колумбії придбала 128 нових EE-9 Cascavels у 1982 році, щоб модернізувати своє обладнання на випадок збройного конфлікту з Венесуелою. Бронеавтомобілі побачили свою першу та найбільш значущу дію під час облоги Палацу правосуддя в 1985 році, коли члени партизанської групи M-19 захопили Палац правосуддя в Боготі. EE-9 зробили декілька прямих влучень у зовнішні стіни споруди, що призвело до пожежі, яка знищила будівлю та забрала життя кількох заручників. Колумбійська армія все ще використовує їх і використовувала їх у джунглях і під час колумбійського конфлікту.
Під час ірано-іракської війни EE-9 Cascavel експлуатувалися іракськими гарнізонами поблизу Перської затоки. Бронеавтомобілі часто могли перевершити важкі іранські танки Chieftain і гусеничні бойові машини на відносно рівній піщаній місцевості поблизу прибережного регіону.  Пізніше авіаудари коаліції знищили кілька одиниць на північ від міста Кувейт під час операції «Буря в пустелі».  Після вторгнення в Ірак у 2003 році вцілілий парк бронеавтомобілів призначили на утилізацію; однак американський технічний персонал відновив 35 до робочого стану у 2008 році та представив їх Новій армії Іраку. Місцеві модифіковані EE-9 були відремонтовані іракськими ополченцями Сил народної мобілізації, причому на деяких з них 90-мм гармати замінили або доповнили на кулемети ДШК або ЗПУ, 107-мм ракети Type 63 або гармати 2А28 Гром. Їх використовували проти сил Ісламської держави.
У 1984 році Зімбабве придбало 90 EE-9 Cascavel як відповідну заміну для Eland Mk7. Принаймні одна зімбабвійська ескадрилья Cascavel була розгорнута в Мозамбіку під час громадянської війни в Мозамбіку для захисту основних комерційних зв'язків Хараре в провінції Тете. Броньовані машини забезпечували озброєний супровід місцевих колон і патрулювали дороги, щоб запобігти атакам повстанців Мозамбіцького національного опору (RENAMO), яких підтримує ПАР. Під час втручання Зімбабве у Другу війну в Конго, Іл-76, захоплені місцевими чартерними компаніями, використовувалися для транспортування дванадцяти Каскавелів до аеропорту Нджілі. Звідти вони згодом вступили в бій з руандійськими військами, які наступали на Кіншасу. Деякі були покинуті зімбабвійськими військами в Конго після того, як були пошкоджені диверсіями до невідновлювального стану. 4 інші були захоплені повстанськими фракціями. На озброєнні залишилося декілька одиниць через брак коштів на закупівлю нових запчастин із Бразилії.
EE-9 Cascavel також брав участь у бойових діях під час громадянської війни в М'янмі на боці Ради державної адміністрації, зазнавши деяких втрат.
EE-9 Cascavel завоював прихильність багатьох армій завдяки своїй спрощеній конструкції та використанню компонентів, які вже є повсюдними для цивільної промисловості.  Його низька вартість порівняно з аналогічними західними броньованими автомобілями робить його привабливим придбанням особливо для країн, що розвиваються. У розпал холодної війни суто комерційний характер продажів Engesa, позбавлений будь-яких політичних обмежень від постачальника, також сприймався як прийнятна альтернатива зброї з НАТО та Варшавського договору.

## Варіанти
- Cascavel Mk.I — перша передсерійна модифікація бронемашини, оснащена двигуном Perkins 6357 V і механічною трансмісією Clark. Відсутня центральна система регулювання тиску повітря у шинах. Серійно не вироблялася.
- Cascavel Mk.II — перша серійна модифікація мала американську 37-мм гармату М36, дизельний двигун Mercedes-Benz OM 352A потужністю 170 к.с. і механічну трансмісію Clark. Центральна система регулювання тиску повітря в шинах все ще була відсутня. Машини цієї модифікації виготовлялися тільки для бразильської армії й більшість з них тепер переоснащена бразильською баштою Engesa ET-90 з гарматою 90 мм Engesa EC-90, зразком для якої послужила бельгійська MECAR.
- Cascavel Mk.III — перша експортна модифікація. Була оснащена дизельним двигуном Mercedes-Benz OM 352A, потужністю 170 к.с. з автоматичною трансмісією Allison AT-540 і мала центральну систему регулювання тиску повітря в шинах. На машини цієї модифікації встановлювалася французька башта Hispano-Suiza H 90 з гарматою 90 мм GIAT CN 90 F1.
- Cascavel Mk.IV — бронемашини цієї модифікації відрізняє башта ET-90 з 90-мм гарматою EC-90, дизельний двигун Detroit Diesel 6V-53 потужністю 212 к.с. та автоматична трансмісія Allison MT-643. На цій моделі також встановлювалася центральна система регулювання тиску повітря у шинах. Серійне виробництво цієї моделі почалося в 1977 році.
- Cascavel Mk.V — оснащена дизельним двигуном Mercedes-Benz OM 352A потужністю 190 к.с., має автоматичну трансмісію Allison AT-540 або AT-545, дискові гальма і центральну систему регулювання тиску повітря в шинах. На бронемашину встановлюється башта ET-90.
- Cascavel Mk.VI — відрізняється від попередньої моделі дизельним двигуном Mercedes-Benz OM 352A потужністю 190 к.с.
- Cascavel Mk.VII — від попередньої моделі відрізняється автоматичною трансмісією Allison MT-643.

## Оператори

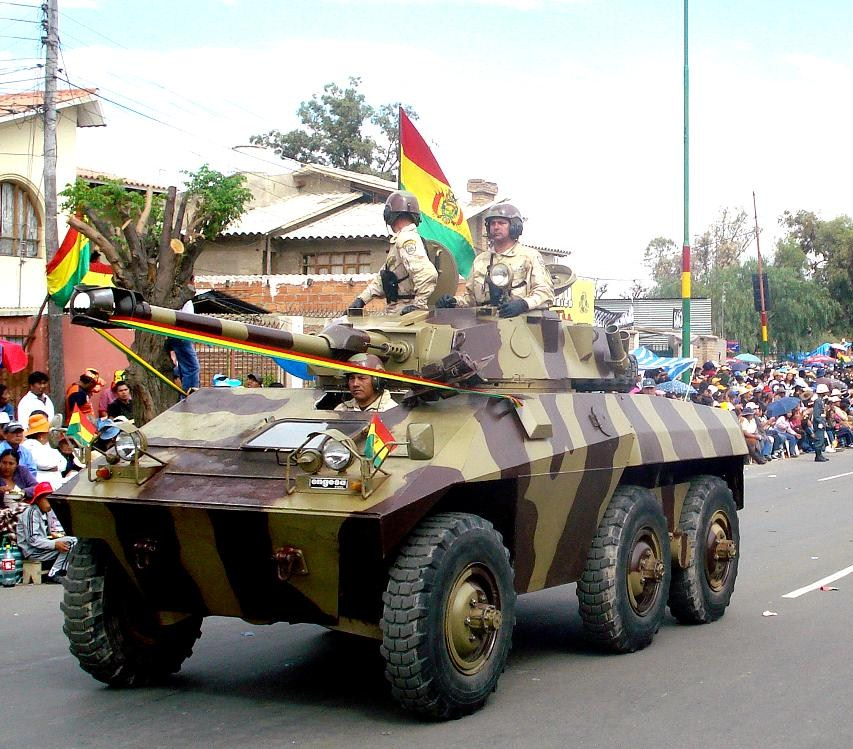
Engesa EE-9 Cascavel болівівійської армії з баштою від Panhard

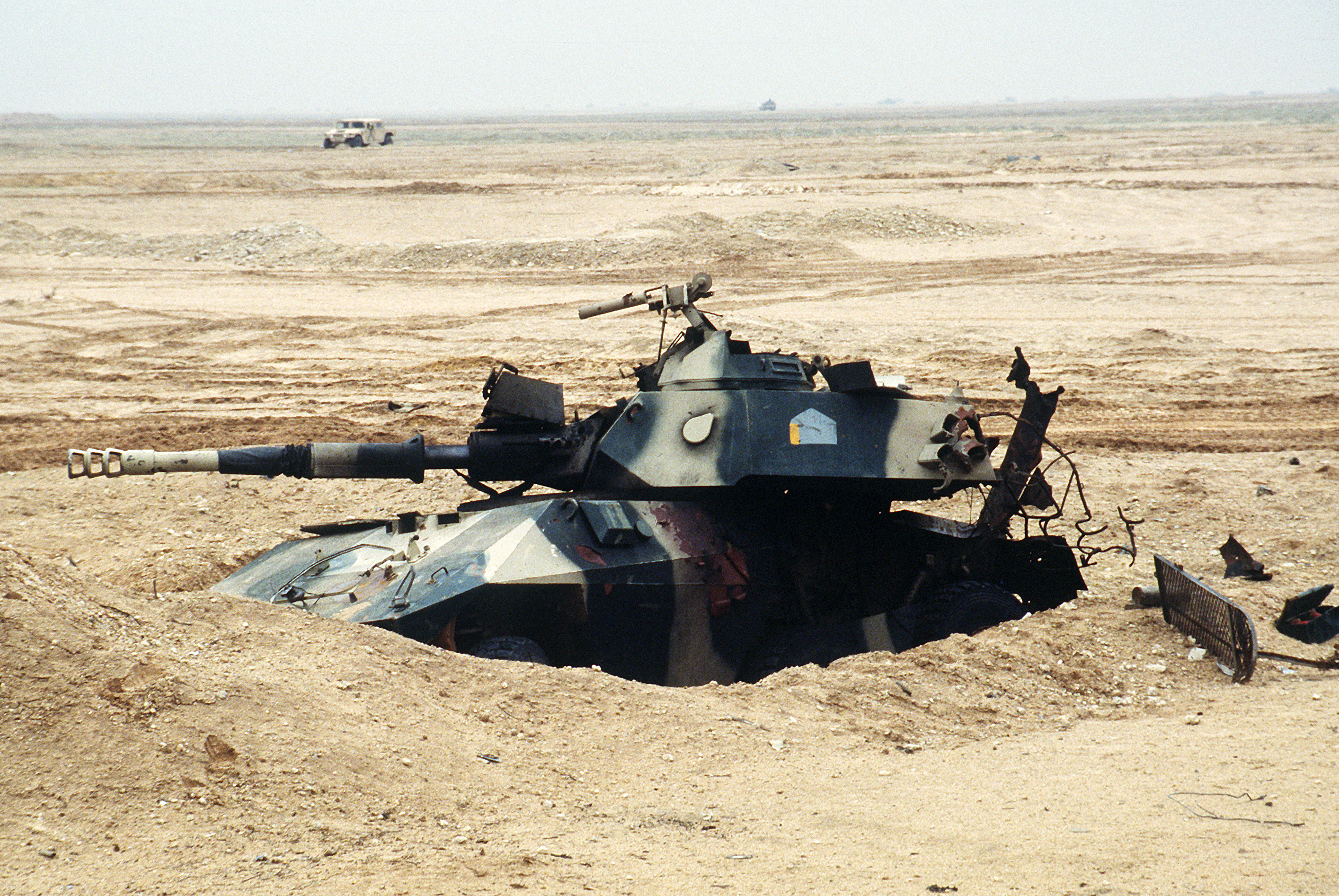
Engesa EE-9 Cascavel іракської армії, знищена під час операції «Буря в пустелі»

| Держава                          | Варіант                       | Кількість      |
| -------------------------------- | ----------------------------- | -------------- |
| Болівія - сухопутні війська      | Немає данних                  | 24             |
| Бразилія - сухопутні війська     | Cascavel Mk.II Cascavel Mk.IV | 408            |
| Буркіна-Фасо - сухопутні війська | Немає данних                  | 24             |
| Габон - сухопутні війська        | Немає данних                  | 14             |
| Гана - сухопутні війська         | Немає данних                  | 3              |
| Демократична Республіка Конго    | 19                            |                |
| Зімбабве - сухопутні війська     | Немає данних                  | 80             |
| Іран - сухопутні війська         | Немає данних                  | Від 130 до 150 |
| Ірак - сухопутні війська         | Немає данних                  | від 232 до 364 |
| Катар - сухопутні війська        | Немає данних                  | 20             |
| Кіпр - сухопутні війська         | Немає данних                  | 126            |
| Колумбія - сухопутні війська     | Немає данних                  | 121            |
| Лівія - сухопутні війська        | Немає данних                  | Від 380 до 500 |
| М'янма - сухопутні війська       | Немає данних                  | більше 130ти   |
| Нігерія - сухопутні війська      | Немає данних                  | 75             |
| Парагвай - сухопутні війська     | Немає данних                  | 28             |
| Суринам - сухопутні війська      | Немає данних                  | 6              |
| Того - сухопутні війська         | Немає данних                  | 36             |
| Туніс - сухопутні війська        | Немає данних                  | 24             |
| Уругвай - сухопутні війська      | Немає данних                  | 15             |
| Чад - сухопутні війська          | Немає данних                  | 20             |
| Чилі - сухопутні війська         | Немає данних                  | 50             |
| Еквадор - сухопутні війська      | Немає данних                  | 32             |